# Sunwapta (bergpas)
De Sunwapta Pass is een bergpas in het nationaal park Banff in de provincie Alberta in Canada.
Sunwapta maakt deel uit van de Canadese Rocky Mountains en ligt aan de Continental Divide, de grote Noord-Amerikaanse waterscheiding die van Alaska, door Canada en de Verenigde Staten naar Mexico loopt. De Sunwapta-pas ligt op een hoogte van 2035 meter.